# Lajos Czinege

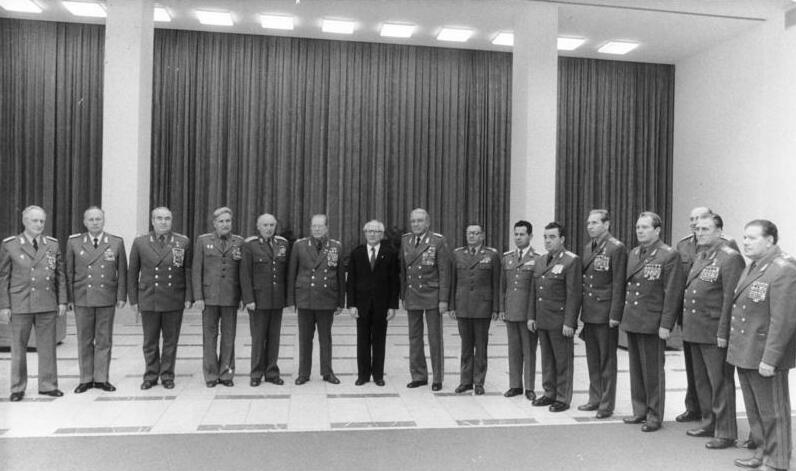
Lajos Czinege (11. v.l.) mit anderen Verteidigungsministern und Generalen des Warschauer Pakts bei einem Treffen mit Erich Honecker (7. v.l.) in Ost-Berlin (1983)

Lajos Czinege (* 24. März 1924 in Karcag, Komitat Jász-Nagykun-Szolnok; † 10. Mai 1998 in Leányfalu, Komitat Pest) war ein ungarischer Politiker der Partei der Ungarischen Werktätigen MDP (Magyar Dolgozók Pártja) sowie schließlich der Ungarischen Sozialistischen Arbeiterpartei MSZMP (Magyar Szocialista Munkáspárt), der unter anderem zwischen 1960 und 1984 Minister für Landesverteidigung sowie danach von 1984 bis 1987 Vize-Ministerpräsident war. Er war damit einer der beständigsten und einflussreichsten Politiker der Volksrepublik Ungarn nach dem Zweiten Weltkrieg bis zum Zusammenbruch des Kommunismus in Ungarn (Rendszerváltás Magyarországon) 1989.

## Leben

### Schmied und Parteifunktionär
Czinege, Sohn eines Landarbeiters, verließ die Grundschule nach der sechsten Klasse und arbeitete danach zwischen 1936 und 1939 als Hausdiener. Im Anschluss machte er eine Berufsausbildung zum Schmied und war nach Abschluss der Ausbildung als Schmiedegeselle tätig. 1945 trat er der Kommunistischen Partei KMP (Kommunisták Magyarországi Pártja) bei und war im Anschluss Sekretär des Ungarischen Demokratischen Jugendverbandes MÁDISZ (Magyar Demokratikus Ifjúsági Szövetség) in seinem Geburtsort Karcag. 1947 wurde er hauptberuflicher Mitarbeiter der KMP und fungierte zunächst als Erster Sekretär der KMP-Stadtleitung Karcag, ehe er 1948 Sekretär für Propaganda, Agitation und Organisation der KMP-Leitung im Komitat Jász-Nagykun-Szolnok wurde. Zwischen 1950 und 1951 arbeitete er als Vorarbeiter eines Betriebes zur Reparatur landwirtschaftlicher Geräte, deren stellvertretender Direktor er zuletzt war.
Danach gehörte Czinege zwischen 1951 und August 1954 einer Arbeitsgruppe zum Aufbau der Ungarischen Volksarmee (Magyar Néphadsereg) als stellvertretender Leiter der Politverwaltung der Artillerietruppen. Zeitgleich absolvierte er ein dreijähriges Studium an der Sándor Petőfi-Akademie für Politoffiziere und wurde danach zum Oberstleutnant. Im Anschluss wurde er im August 1954 erst stellvertretender Leiter und dann im Juni 1955 Leiter der Abteilung für Verwaltung des Zentralkomitees (ZK) der aus der KMP hervorgegangenen Partei der Ungarischen Werktätigen MDP (Magyar Dolgozók Pártja). Während des Volksaufstandes wurde er Oktober 1956 Mitglied des Militärausschusses des ZK der MDP und war in dieser Funktion mit der Entwicklung eines Plans zur Festigung der Ungarischen Revolutionären Arbeiter-und-Bauern-Regierung unter Ministerpräsident János Kádár betraut.
Im Anschluss wurde Czinege im November 1956 erst Sekretär für Organisation und daraufhin 1957 Erster Sekretär der aus der MDP hervorgegangenen Ungarischen Sozialistischen Arbeiterpartei MSZMP (Magyar Szocialista Munkáspárt) in der Stadtleitung Szolnok. Während dieser Zeit wurde er am 16. November 1958 auch erstmals zum Abgeordneten des Parlaments (Országgyűlés) gewählt und vertrat dort bis zum 28. Januar 1967 Szolnok auf der Reserveliste der Patriotischen Volksfront (Hazafias Népfront). Außerdem wurde er am 5. Dezember 1959 auf dem VII. Parteikongress der MSZMP auch zum Mitglied des ZK gewählt, dem er bis zum 22. Mai 1988 angehörte.

### Verteidigungsminister und Kandidat des Politbüros

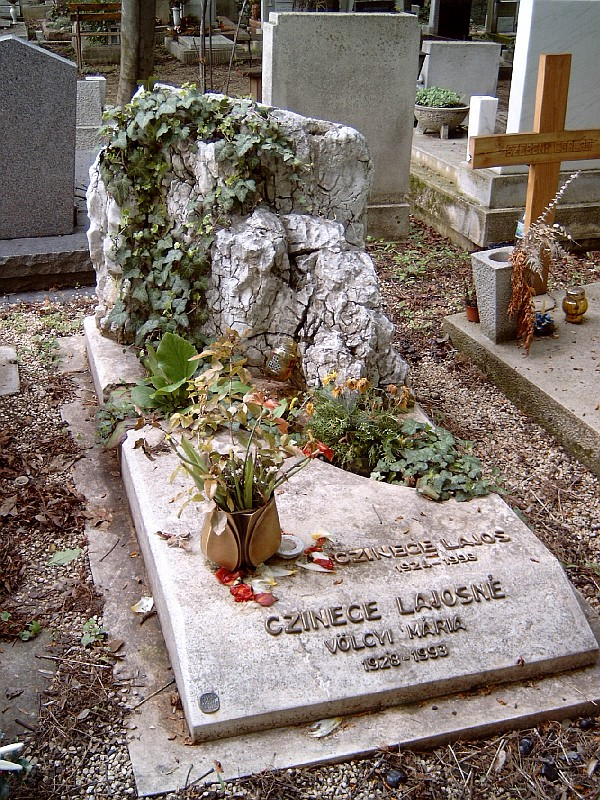
Grab von Lajos Czinege auf dem Friedhof Farkasrét in Budapest

Im Frühjahr 1960 wurde er von seiner Aufgabe als Erster Sekretär der MSZMP-Leitung von Szolnok entbunden und übernahm daraufhin am 17. Mai 1960 von Generalleutnant Géza Révész das Amt des Ministers für Landesverteidigung (Honvédelmi Miniszter) in der Regierung von Ministerpräsident Ferenc Münnich und wurde selbst zum Generalleutnant (Altábornagy) befördert. Sein Amtsvorgänger Révész wurde daraufhin Botschafter in der Sowjetunion.
Das Amt des Verteidigungsministers bekleidete er bis zum 6. Dezember 1984. Später wurde er zum Generaloberst (Vezérezredes) sowie zuletzt zum Armeegeneral (Hadseregtábornok) befördert.
Mit seiner fast 25-jährigen Amtszeit war er einer der beständigsten und einflussreichsten Politiker der Volksrepublik Ungarn nach dem Zweiten Weltkrieg bis zum Zusammenbruch des Kommunismus in Ungarn (Rendszerváltás Magyarországon) 1989. Als Verteidigungsminister spielte er auch eine wesentliche Rolle innerhalb der ungarischen Volksarmee während der Krisen im Warschauer Pakt wie dem Prager Frühling 1968 und dem Kriegsrecht in Polen.
Am 12. September 1961 wurde Czinege auch zum Kandidaten des Politbüros des ZK ernannt und gehörte diesem obersten Führungsgremium der MSZMP bis zum 28. November 1970 an. Er war jedoch der einzige Verteidigungsminister des Warschauer Paktes, der nicht Mitglied des Politbüros war.
Ferner wurde er am 13. September 1961 auch Mitglied des Komitees für Landesverteidigung (Honvédelmi Bizottság). Er verfasste unter anderem am 21. November 1972 mit dem Leiter der ZK-Abteilung für Verwaltung János Borbándi einen Bericht über die Lage der Zivilverteidigung und ihre zukünftige Ausrichtung.
In einem Interview mit der Tageszeitung Neues Deutschland vom 1. Oktober 1965 erklärte er, dass „es die Völker Europas mit Sorge erfüllt, dass der westdeutsche Militarismus wiedererstanden ist und mit Hilfe der Westmächte die Bundeswehr erstarkt“. Im Dezember 1966 leitete er eine Militärdelegation zu einem Besuch der DDR. Dabei wurde unter anderem die Offiziershochschule der Luftstreitkräfte/Luftverteidigung Franz Mehring in Kamenz besichtigt.

### Verlust der Kandidatur im Politbüro und Vize-Ministerpräsident
Am 28. November 1970 verlor Czinege die Position als Kandidat im Politbüro des ZK. Grund für den Verlust dieser Position waren seine zahlreichen Affären mit bekannten Schauspielerinnen wie Margit Bara und zuletzt Ildikó Solymosi. Dieser baute er eine Villa in Budapest; das Material besorgte er aus Armeebeständen. Czineges Ehefrau unternahm im April 1970 einen Selbstmordversuch, dann bat sie den ersten Sekretär der MSZMP, János Kádár, um Hilfe.
Der Parteichef schickte Czinege zunächst auf Auslandsreise nach Kairo und Damaskus zur Kontrolle der dort tätigen ungarischen Militärberater. Dann durfte er auch noch einmal kontrollieren, wie sich seine Stabsoffiziere im Ostblock-Manöver „Waffenbrüderschaft“ auf DDR-Territorium bewährten. Allerdings erfüllte sich die Hoffnung seiner Widersacher innerhalb der Streitkräfte nicht, dass er auch von seinem Amt als Minister für Landesverteidigung entbunden und als Botschafter nach Polen versetzt werden würde.
Nach einer Umbildung des Kabinetts von Ministerpräsident György Lázár wurde er am 6. Dezember 1984 stellvertretender Vorsitzender des Ministerrates und übte diese Funktion bis zum 25. Juni 1987 aus. Sein Nachfolger als Minister für Landesverteidigung wurde daraufhin Generaloberst István Oláh. Nach dem Zusammenbruch des Kommunismus in Ungarn wurde er im November 1989 von Ministerpräsident Miklós Németh in den endgültigen Ruhestand verabschiedet.
Nach seinem Tod wurde Czinege bei seiner Frau auf dem Farkasréti temető, einem Friedhof im Stadtteil Farkasrét im XII. Bezirk in Budapest beigesetzt.